# Lisa Nyberg
Lisa Nyberg (Åre, 8 de agosto de 2002) es una deportista sueca que compite en esquí alpino. Ganó una medalla de bronce en el Campeonato Mundial de Esquí Alpino de 2025, en la prueba de equipo mixto. 

## Palmarés internacional
| Campeonato Mundial | Campeonato Mundial | Campeonato Mundial | Campeonato Mundial |
| Año                | Lugar              | Medalla            | Prueba             |
| ------------------ | ------------------ | ------------------ | ------------------ |
| 2025               | Saalbach (Austria) | Medalla de bronce  | Equipo mixto       |